# Claude-Marie Hervo

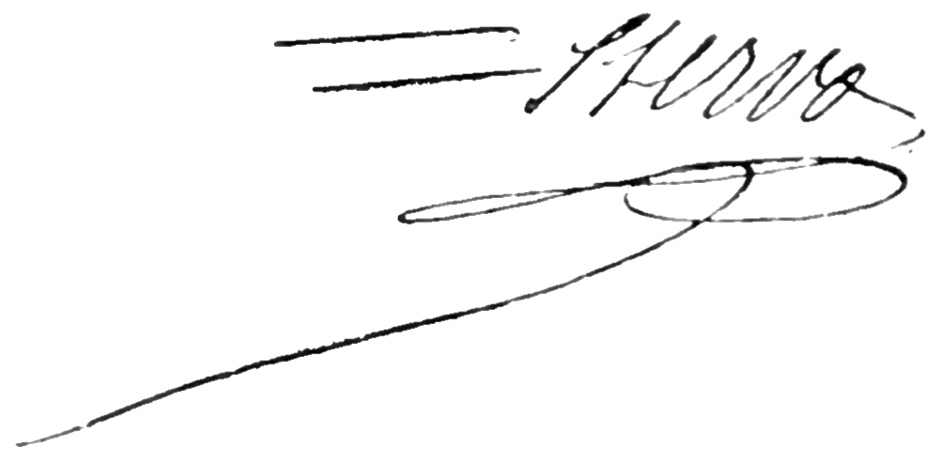
Signatur

Claude-Marie Hervo, seltener Claude-Marie d’Hervo (* 11. September 1766 in Quimperlé; † 21. April 1809 bei Eggmühl, heute bei Schierling) war ein französischer Général de brigade. 

## Leben
Begeistert von den Idealen der Revolution schloss sich Hervo 1789 der Garde nationale an. Er nahm an einigen Koalitionskriegen teil. Am 10. September 1792 wurde er zum Sous-lieutenant befördert und kam zur Rheinarmee. Wenig später wechselte er als Aide-de-camp von General François Nicolas Benoît Haxo in dessen Stab. 
Als er 1797 zum Capitaine befördert worden war, wechselte er in den Stab von General André Masséna zu Napoleons Italienfeldzug. Er nahm an der Belagerung von Genua (April/Juni 1800) teil und konnte bald darauf wieder nach Frankreich zurückkehren. Später war er bei Dunkerque stationiert.
Hervo kämpfte in der Schlacht bei Jena und Auerstedt (14. Oktober 1806) und wurde dort mehrfach verwundet. 
Vor der Schlacht bei Eggmühl (22. April 1809) ritt Hervo mit einigen Offizieren am 21. April 1809 Abends auf Patrouille um das Gelände der bevorstehenden Schlacht zu erkunden (→Schlacht bei Regensburg). Bei einem Zusammentreffen mit einem feindlichen Trupp Soldaten wurde Hervo erschossen 

„Au combat de Peising, le général Hervo, chef de l’état-major du duc d’Auerstaedt, a été également tué; le duc d’Auerstaedt regrette vivement cet officier, dont il estimait la bravoure, l’intelligence et l’Activité“

## Ehrungen
- 7. Juli 1807 Commandeur der Ehrenlegion
- 10. September 1808 Baron de l’Émpire
- 1808 Militär-St.-Heinrichs-Orden[1]
- Sein Name findet sich am östlichen Pfeiler (18. Spalte) des Triumphbogens am Place Charles-de-Gaulle (Paris).